# Římskokatolická farnost Rusová
Římskokatolická farnost Rusová (německy Reischdorf) je zaniklé územní společenství římských katolíků v Rusové (dnes část obce Kryštofovy Hamry) a okolí.

## Historie
Od roku 1782 byla v místě lokálie oddělená od farnosti Přísečnice. Farnost byla kanonicky zřízena od roku 1892. Historicky farnost Rusová patřila v letech 1784-1993 do litoměřické diecéze, poté se stala součástí nově vzniklé plzeňské diecéze. Od 14. dubna 2003 byla sloučena s ostatními osmi farnostmi do farnosti Vejprty v plzeňské diecézi. Farnost Vejprty však byla přiřazena od 1. ledna 2013 na základě dekretu Kongregace pro biskupy zpět k litoměřické diecézi.

V Rusové se nacházel kostel sv. Martina, který byl zbořen v roce 1971.

## Duchovní správcové vedoucí farnost
Začátek působnosti jmenovaného v duchovní správě farnosti od:
- 1782 cap. loc. Florianus Nennel, † 12. 9. 1788
- 1789 cap. loc. Car. Pöschel
- 1806 cap. loc. Franc. Köhler, n. 7. 3. 1777 Komotau, o. 7. 12. 1799, † 15. 8. 1842
- 1813 cap. loc. Jos. Handbach, n. 11. 10. 1747 Cubitens, o. 28. 5. 1770
- 1825 cap. loc. Wencesl. Kraetschmer, n. 14. 8. 1785 Oberřebschens, o. 17. 8. 1809, † 31. 5. 1836
- 1836 cap. loc. Joann. Halbhuber, n. 2. 11. 1803 Hohentrebetitsch, o. 4. 8. 1830
- 1870 cap. loc. Ernest Hoffmann, n. 10. 1. 1821 Reichenberg, o. 25. 7. 1844, † 1. 11. 1891
- 1891 par. vacat, local. admin. int. Jos. Zumpfe
- 1892 Jos. Zumpfe, n. 8. 3. 1862 Pablovic, o. 27. 5. 1888, † 20. 1. 1956
- 1. 11. 1929 Franc. Stupka, n. 13. 2. 1898 Aussig, o. 1. 7. 1923, † 6. 11. 1974
- 1. 4. 1947 František Šmejkal
- 1. 8. 1957 Ladislav Cikryt
- 1. 9. 1957 Jan Netík
- 1. 4. 1963 Miroslav Kubík
- 1. 10. 1970 Jan Kozár
- 1. 7. 1986 Miroslav Maňásek SDB
- 1. 5. 1990 Jiří Kabát
- 1. 2. 1991 Josef Piroh
- 1. 5. 1993 Petr Kubíček
- 1. 1. 1994 Tomáš Pirný
- 1. 6. 1993 – 31. 12. 2012 diec. Pilsnensis
- 1. 1. 2013 Šimon Polívka[3]